# Albert Mensdorff-Pouilly-Dietrichstein
Albert Viktor Julius Mensdorff-Pouilly-Dietrichstein (ur. 5 września 1861 we Lwowie, zm. 15 czerwca 1945 w Wiedniu), austriacki dyplomata, hrabia, ambasador Austrii w Wielkiej Brytanii od 1904 do 1914, od 1920 przedstawiciel Austrii w Lidze Narodów.
W 1908 odznaczony Krzyżem Wielkim Orderu Leopolda, 11 października 1901 otrzymał Krzyż Wielki Orderu Wiktorii.

## Odznaczenia
Odznaczenia Alberta Mensdorffa-Pouilly-Dietrichsteina:
- Krzyż Wielki Orderu Leopolda
- Medal Jubileuszowy Pamiątkowy dla Sił Zbrojnych i Żandarmerii
- Medal Jubileuszowy Pamiątkowy dla Cywilnych Funkcjonariuszów Państwowych
- Krzyż Jubileuszowy dla Cywilnych Funkcjonariuszów Państwowych
- Komtur Zakonu Krzyżackiego
- Krzyż Wielki Orderu Wiktoriańskiego (Wielka Brytania)
- Order Osmana I klasy (Imperium Osmańskie)
- Wielka Wstęga Świętego Konstantyńskiego Orderu Wojskowego Świętego Jerzego (Parma)
- Krzyż Wielki Orderu Ernestyńskiego (Saksonia)
- Krzyż Wielki Orderu Świętego Aleksandra (Bułgaria)
- Order Świętej Anny II klasy (Imperium Rosyjskie)